# Hyphen (Musiker)
Hyphen (* 22. Januar 1984 in Chur; bürgerlich Claudio Candinas) ist ein Rapper aus dem Kanton Graubünden.

## Biografie
Hyphen, seines Zeichens Mitglied der Bündner Hip-Hop-Gruppe Breitbild, begann im Jahr 1998 mit dem Schreiben von Hoch- und Schweizerdeutschen Rap-Texten. Gemeinsam mit Freunden gründete er seine erste Rapgruppe «Tabulose», aus der kurz vor der Jahrtausendwende Breitbild hervorgehen sollte. Der Fokus lag von da an auf schweizerdeutschen Texten, die vorwiegend den Alltag des Teenagers schilderten. Im Jahr 2000 wurde der Bündner Rapper Gimma auf Hyphen aufmerksam und lud ihn ein, gemeinsam mit Gimmas damaliger Band «Oschtblock Kuabuaba» eine Schallplatte aufzunehmen. Resultat aus dieser Zusammenarbeit war die EP «Pump dä Scheiss uf» (Schrägstrich Records, 2001), auf der Hyphen somit sein Tonträger-Debüt gab. Es folgten mehrere Auftritte mit den Oschtblock Kuabuaba sowie als Back-up-MC von Gimma. Im Jahr 2002 veröffentlichte Hyphen mit seiner Band Breitbild die erste EP, «Statischt», die auf Vinyl und als CD erschien und von der Band selbst in der Schweiz vertrieben wurde. Der Achtungserfolg veranlasste die junge Band, im Jahr 2004 das erste Album, «Narrafreiheit», zu veröffentlichen. Nach einem weiteren Album im Jahr 2006 (Legenda) widmete sich Hyphen vermehrt seiner Leidenschaft für Freestyle-Rap – die improvisierte Reimkunst. Diese bewog den Churer Rapper dazu, an mehreren Battles (unter anderem am Ultimate MC Battle in Bern) teilzunehmen. Im Jahr 2006 zog sich Hyphen aus diesem Genre zurück und konzentrierte sich wiederum vermehrt auf seine Band sowie Beiträge auf Tonträgern verschiedener nationaler und internationaler Rap-Acts wie Sektion Kuchikäschtli, c.mEE, Pacewon, LIV, Krust von PVP, Diens von Wurzel5, Sam Oibel, Milchmaa, Lou Geniuz, uvm. So erschienen neben den Breitbild-Alben «As isch nid immer alles crazy» (2008) und «Was für a Moment» (2010) verschiedene Compilations und Alben mit Gastbeiträgen von Hyphen. Zudem schloss sich der Churer ab dem Jahr 2006 dem Kollektiv «Freestyle Convention» an, einer Gruppe von Freestyle-Rappern, die in Konzertlänge improvisierte Reime in Spielform präsentieren. Im Jahr 2010 moderierte Hyphen zusammen mit seinem Bandkollegen Andri die wöchentliche Sendung «Alles ausser Hip-Hop» beim Schweizer Radiosender SRF Virus.
Hyphen spielte mit seinen verschiedenen Projekten über 300 Konzerte in der Schweiz, Deutschland und Österreich und spielte unter anderem am splash!-Festival in Chemnitz (2006), am Montreux Jazz Festival (2010) sowie mehrere Male am Openair Frauenfeld.
Vermehrt ist Hyphen auch als DJ aktiv und leitet Rap-Workshops an Schweizer Schulen.

## Erfolge
Hyphen gewann mit seiner Band Breitbild im Jahr 2005 den Kulturförderpreis der Stadt Chur sowie den Nachwuchspreis des Eliette-von-Karajan-Kulturfonds. Im Jahr 2006 war der Videoclip zu «Für 1 hets immer no glangt» (Album Legenda) das meistgespielte Musikvideo der Schweiz. 2006 gewann Hyphen mit Breitbild an der Slangnacht die Awards «Beste Rap Combo» und «Bestes Video» (Für 1 hets immer no glangt). Im Jahr 2008 folgte der Award für «Bestes Album» (As isch nid immer alles crazy). Der Videoclip zum Song «Nacht» erhielt im Jahr 2009 den Jurypreis der Solothurner Filmtage sowie den Edi.09 in der Kategorie «Television/Musik-Clips». 2020 nahm Hyphen mit seiner Band Breitbild den Anerkennungspreis des Kantons Graubünden entgegen.

## Diskografie
- 2001: Pump dä Scheiss uf (Schrägstrich Records)
- 2002: Statischt EP (Schrägstrich Records)
- 2004: Narrafreiheit (08EINS AG[3])[4]
- 2006: Legenda (08EINS AG[3])
- 2008: As isch nid immer alles crazy (08EINS AG[3])
- 2010: Was für a Moment (08EINS AG[3])
- 2016: Breitbild (AINIAC Entertainment)
- 2020: BB20 - Live Us Chur (AINIAC Entertainment)